# Aditya-L1
Aditya (en sanscrit Soleil) ou Aditya-L1 est un observatoire spatial développé par l'agence spatiale indienne pour étudier le Soleil et lancé le 2 septembre 2023. Ce premier observatoire solaire indien d'environ 1475 kg emporte sept instruments pour étudier la photosphère, la chromosphère et les couches les plus externes du Soleil, ainsi que la couronne solaire dans différentes longueurs d'onde. Il a été placé en orbite par une fusée indienne PSLV-C57 et doit rejoindre le point de Lagrange L1 du système Terre-Soleil au bout de 4 mois. La mission primaire doit durer 5 ans.

## Historique du projet

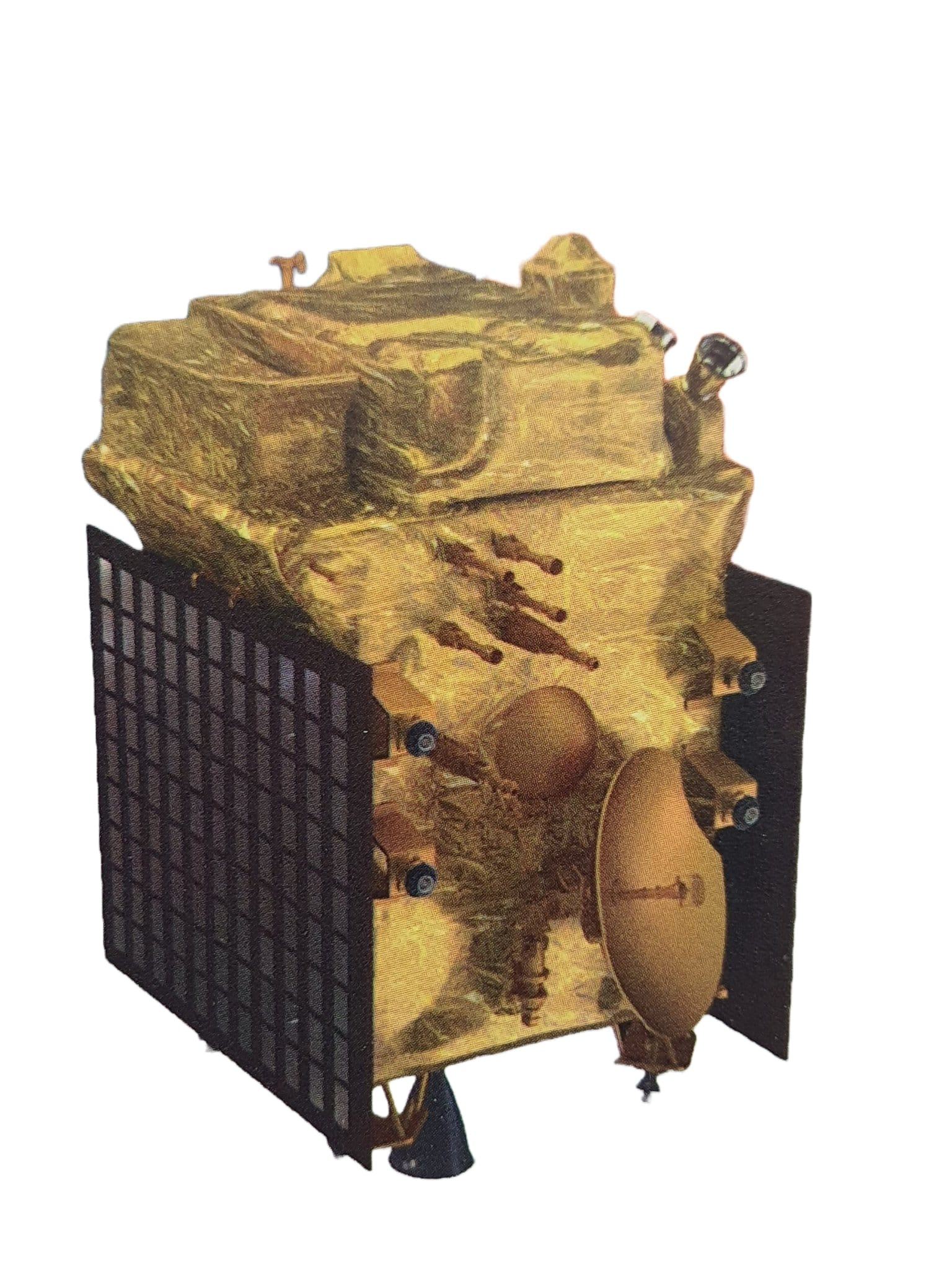
Le satellite Aditya L1 visible lors d'une exposition au National Space Science à Kolkata le 11 décembre 2022.

Le développement du projet Aditya-L1 est est lancé par à compter de 2008 l'agence spatiale indienne pour suivre les recommandations du Comité consultatif de la Recherche spatiale de l'agence spatiale indienne (Advisory Committee for Space Research ou ADCOS). La réalisation par l'Inde de ce premier observatoire solaire contribue à la montée en puissance du programme spatial de ce pays. À l'origine, il est prévu de développer un satellite de 400 kilogrammes circulant sur une orbite héliosynchrone à une altitude de 800 kilomètres. Il emporte un seul instrument, le coronographe VELC (Visible Emission Line Coronagraph). L'engin qui utilise le bus IMS-2 de la mission franco-indienne SARAL a pour objectif d'étudier la couronne solaire à une distance comprise entre 1,05 et 1,5 rayon solaire. L'étude qui suivit démontre qu'il était nécessaire de disposer d'une plateforme beaucoup plus importante pour un tel usage. Le comité décide en 2015 de développer un satellite emportant plusieurs instruments supplémentaires. Pour accroitre le retour scientifique, limiter les contraintes thermiques et accroitre la durée des sessions de télécommunications, il est décidé de placer l'engin spatial sur une orbite de halo autour du point de Lagrange L1 du système Terre-Soleil à 1,5 million de kilomètres de la Terre sur la droite joignant la Terre et le Soleil. Le satellite d'une masse de 1 500 kg emporte 7 instruments scientifiques. Ceux-ci doivent effectuer à la fois des mesures à distance des caractéristiques de la couronne solaire et des observations in situ des interférences entre le champ magnétique solaire et le vent solaire. La mission est rebaptisée Aditya-L1 (ajout d'un L) en référence à la nouvelle orbite,. 

## Objectifs scientifiques
Aditya-L1 a pour objectif d'observer les interactions entre la photosphère, la chromosphère et la couronne solaire. Les éruptions et les éjections de masse coronale font l'objet d'observations particulièrement poussées.

## Caractéristiques techniques

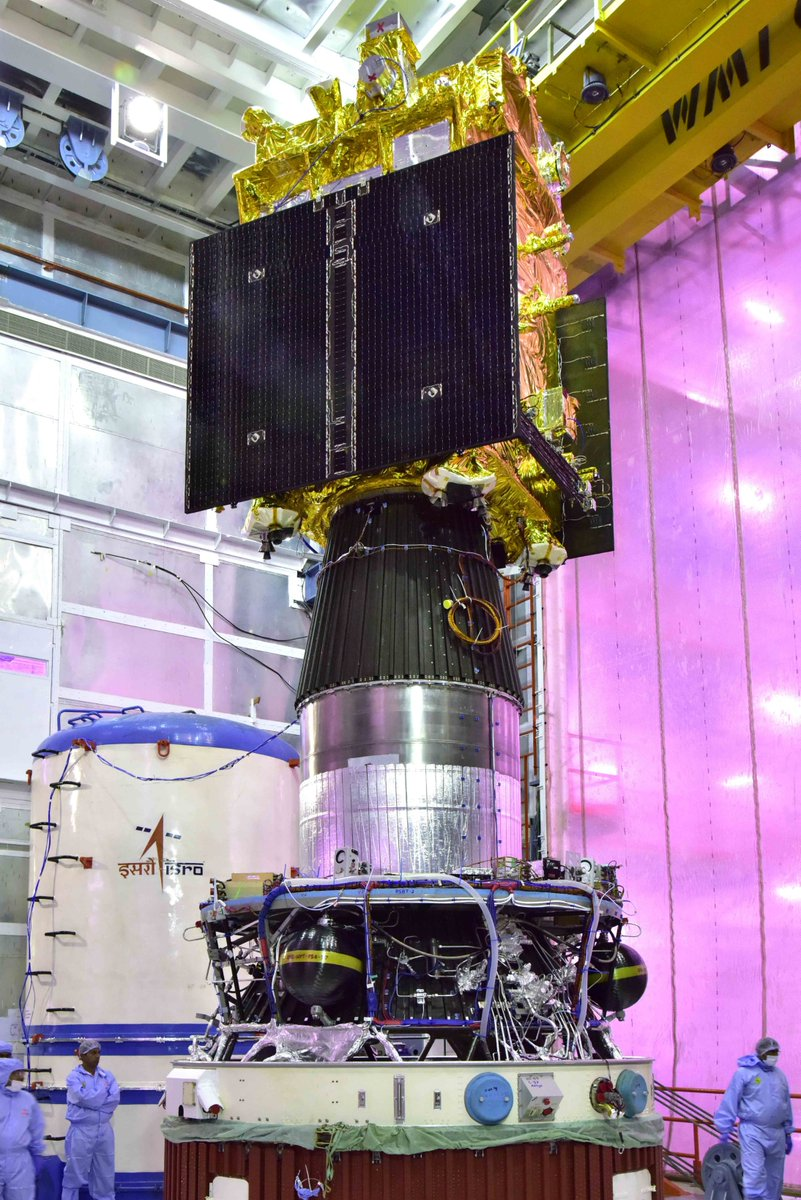
Aditya-L1 fixé au sommet du dernier étage de son lanceur PSLV.

Aditya-L1 est un engin spatial de 1481 kilogrammes dont 244 kilogrammes d'instruments scientifiques. Il est construit par l'agence spatiale indienne et utilise la plateforme I-1K stabilisé sur 3 axes. L'énergie est fournie par deux panneaux solaires orientables déployés en orbite.  

## Charge utile
Atidaya emporte 7 instruments scientifiques,,  :
- VELC (Visible Emission Line Coronagraph) est un coronographe développé par l'Indian Institute of Astrophysics qui constitue l'instrument principal de l'observatoire spatial. Il effectue des observations de la couronne solaire et des éjections de masse coronale dans 4 bandes spectrales (3 en lumière visible et 1 dans l'infrarouge). Les données collectées doivent permettre d'étudier les principaux paramètre de la couronne solaire ainsi que la dynamique et l'origine des éjections de masse coronale. Le champ magnétique doit être mesuré avec une précision de quelques dizaines de gauss. Le coronographe d'un diamètre de 20 centimètres permet de visualiser la couronne solaire entre 1,05 et 3 rayons solaires. Le détecteur CCD comporte 4 mégapixels;
- SUIT (Solar Ultraviolet Imaging Telescope) est un télescope observant le rayonnement ultraviolet proche (bande 200-400 nanomètres) pour prendre des images détaillées de la photosphère et chromosphère du Soleil et mesurer les variations de l'irradiance. Il est développé par un laboratoire de l'Université de Pune ;
- ASPEX (Aditya Solar Wind Particle Experiment) mesure les variations des caractéristiques du  vent solaire ainsi que la distribution de ses composants et ses caractéristiques spectrales. Il comprend deux éléments. SWIS (Sol Wind Ion Spectrometer) mesure la distribution angulaire et énergétique des particules ayant une énergie comprise entre 100 eV et 20 keV tout en étant capable de distinguer les particules alphas, les ions lourds et les protons. STEPS (Supra Thermal Energetic Particle Spectrometer) échantillonne le vent solaire dans quatre directions et étudie les particules suprathermiques dont l'énergie est comprise entre 20 eV et 5 MeV. L'instrument est développé par le laboratoire de recherche physique d'Ahmedabad ;
- PAPA (Plasma Analyser Package for Aditya) mesure la composition du vent solaire et la distribution de son énergie. Il effectue des mesures continues des électrons interplanétaires et faisant partie du vent solaire dans la plage d'énergie 0,01 à 3 keV. L'instrument est développé par le laboratoire de recherche physique du Centre spatial Vikram Sarabhai situé à Trivandrum dans l'état de Kerela ;
- SoLEXS (Solar Low Energy  X-ray Spectrometer) est un spectromètre rayons X qui doit évaluer le rayonnement X durant les éruptions solaires pour déterminer les mécanismes d'échauffement de la couronne solaire. L'instrument est développé par l'ISRO Satellite Center (ISAC) de Bangalore ;
- HEL1OS (High Energy  L1 Orbiting X-ray Spectrometer) est un spectromètre rayons X qui doit observer les événements dans la couronne solaire et dont les données doivent permettre d'évaluer l'énergie utilisée pour accélérer les particules durant les tempêtes solaires. L'instrument est développé par le laboratoire de recherche physique del'observatoire solaire de Udaipur (USO) et l'ISAC ;
- Magnétomètre mesure la magnitude et les caractéristiques du champ magnétique interplanétaire. L'instrument est développé par le laboratoire LEOS et l'ISAC toutes deux situées à Bangalore.

## Déroulement de la mission
Aditya-L1 est lancé le 2 septembre 2023 à 6h20 UTC par une fusée PSLV-XV depuis le centre spatial Satish-Dhawan et placé sur une orbite de parking de 245 × 21 000 kilomètres. Le quatrième étage du lanceur PSLV place l'observatoire spatial sur une orbite fortement elliptique de 245 sur 22 559 kilomètres avec une inclinaison orbitale de 19,2°. Au cours des semaines suivantes, Aditya-L1 doit utiliser à trois reprises sa propulsion pour élever l'apogée de son orbite. Une quatrième manœuvre doit placer l'engin spatial sur une orbite de transfert vers le point de Lagrange L1 situé à 1,5 million de kilomètres de la Terre. Environ 125 jours après son lancement, il devrait atteindre son objectif et se placer sur une orbite de halo. La durée prévisionnelle de la mission est de 5 ans.

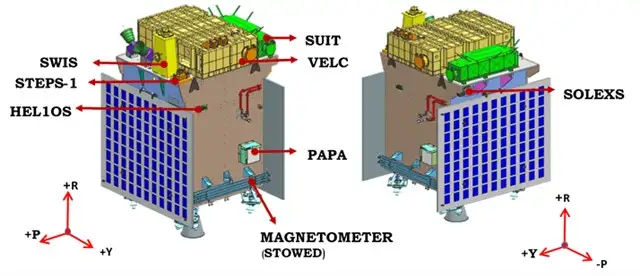
Schéma de l'observatoire spatial avec position des différents instruments scientifiques.

### Documents de référence
- (en) S. Seetha et S. Megala, « Aditya-L1 mission », CURRENT SCIENCE, vol. 113, no 4,‎ 25 août 2017, p. 610-612 (DOI 10.18520/cs/v113/i04/610-612, lire en ligne)
- (en) ISRO, « PSLV-C57/Aditya-L1 Mission », 2023  — Brochure générale sur la mission détaillant le lancement et le transit vers l'orbite finale.
- (en) ISRO, « Aditya-L1 Mission », 2023  — Brochure détaillant les objectifs scientifiques de la mission.
- (en) « Aditya-L1 », sur EO Portal, Agence spatiale européenne. (consulté le 4 septembre 2023)  — Page consacrée au satellite sur le site EO Portal de l'Agence spatiale européenne. Caractéristiques détaillées des instruments scientifiques.
- (en) Peter Bond, Solar Surveyors : Observing the Sun from Space, Springer, 2022, 535 p. (ISBN 978-3-030-98787-9)